# Kowaliki (Białoruś)
Kowaliki (biał. Кавалікі, Kawaliki; ros. Ковалики, Kowaliki) – wieś na Białorusi, w obwodzie brzeskim, w rejonie kamienieckim, w sielsowiecie Ogrodniki, w pobliżu granicy z Polską. Od północy graniczy z Wysokim.

## Historia
W XIX i w początkach XX w. położone były w Rosji, w guberni grodzieńskiej, w powiecie brzeskim, w gminie Wysokie Litewskie.
W dwudziestoleciu międzywojennym leżały w Polsce, w województwie poleskim, w powiecie brzeskim, w gminie Wysokie Litewskie. W 1921 miejscowość liczyła 268 mieszkańców, zamieszkałych w 59 budynkach, w tym 193 Białorusinów, 74 Polaków i 1 osobę innej narodowości. 192 mieszkańców było wyznania prawosławnego, 71 rzymskokatolickiego i 5 mojżeszowego.
Po II wojnie światowej w granicach Związku Sowieckiego. Od 1991 w niepodległej Białorusi.